# Tiaprida
Tiaprida ou Tiapridal é um fármaco da classe dos antipsicóticos neurolépticos, indicado para o tratamento de perturbações do comportamento durante a abstinência alcoólica, tanto na fase aguda como na pós-abstinência.

## Indicações
Está indicado no tratamento dos sintomas psicoafetivos e físicos da senescência, tais como:
- Ansiedade;
- Agitação;
- Irritabilidade;
- Algias intensas;
- Movimentos anormais do tipo coreico.

## Mecanismo de ação
O mecanismo principal se dá pelo antagonismo (bloqueio) dos receptores de dopamina.

## Farmacocinética
É rapidamente absorvida, com as concentrações máximas na corrente sanguínea sendo alcançadas na primeira hora após a administração. A eliminação se faz essencialmente por via renal. A meia-vida da tiaprida é de 3 horas após aplicação IM (Intra Muscular) e de 4 horas após absorção por via oral.

## Efeitos colaterais
Os efeitos colaterais podem ser de natureza neurológica, vegetativa ou endócrina/metabólica.
Neurológicos: Sedação ou sonolência; discinesias precoces (como torcicolo espasmódico), síndrome extrapiramidal etc.
Vegetativos: Hipotensão ortostática.
Endócrinas e metabólicas: Impotência, ginecomastia, galactorréia,  hiperprolactinemia, entre outros.

## Interações medicamentosas
Apesar da interação entre o álcool e a tiaprida não ser significativa, é desaconselhável a ingestão de bebidas alcoólicas durante o curso do tratamento. O fármaco pode potencializar a ação de anti-hipertensivos e depressores do SNC, tais como hipnóticos, tranquilizantes etc.